# John Arnott (missionär)
John Arnott, född 1907 i Leith i Edinburgh i Skottland, död 1971 i Halifax i Nova Scotia i Kanada, var en skotsk missionär verksam i Sydamerika.

## Biografi
Inspirerad av den legendariske skotske upptäcktsresanden och missionären Wilfred Barbrooke Grubb reste Arnott tillsammans med en annan ung skotte, Colin Smith, 1925 till Sydamerika. De var båda utsända som fältmissionärer av det anglikanska evangeliska sällskapet South American Missionary Society (SAMS), som 1914 etablerat sina första missionsstationer i Argentina – Los Urundeles och Misión Chaqueña (El Algarrobal). Smith stationerades på Misión Chaqueña, medan Arnott skickades till Isoso-missionen i det bolivianska Chaco, den enda anglikanska missionsstationen på bolivianskt territorium som sammanförde guarani-talande ursprungsfolk. Tillsammans med missionärskollegorna Henry Grubb och William Everitt lärde Arnott sig det inhemska språket, grundade en skola och gav lektioner till inhemska barn. Han samarbetade också med den argentinske etnografen Enrique Palavecino (1900–1966). I slutet av Chacokriget mellan Bolivia och Paraguay (1932–1935) övergav dock missionärerna Bolivia och återvände till Argentina.
Under sin vistelse i Bolivia besökte Arnott även Misión El Toba (Formosa) i Argentina, grundad 1930 under ledning av Alfred Leake (1902–1991), där han träffade den schweizisk-amerikanske antropologen och etnografen Alfred Métraux. När den amerikanske antropologen Jules Henry, en lärjunge till Ruth Benedict, anlände till Chaco på begäran av Métraux kontaktade han Arnott för att lösa de praktiska detaljerna kring hans vistelse på Misión Pilagá (Formosa), dit han kommit för att studera teman av antropologi och psykologi bland pilagá-folket. På Métraux begäran publicerade Arnott 1934 sitt första antropologiska verk i Revista de Geografía Americana (RGA). I den anglikanska tidskriften SAMS Magazine, som utgavs i London, publicerade han missionärsinformation samt andra artiklar om bland annat shamanism, ansiktsmålning och krigföring.
Han var en av de första medlemmarna i Argentine Society of Anthropology som grundades 1936. I slutet av 1941 övergav han Chaco för att aldrig återvända. Han reste till Kanada, till Nova Scotia, där han arbetade i Catholic Youth Association YMCA, och tog så småningom värvning i den kanadensiska armén. Under två decennier på 1950- och 1960-talet arbetade han som chef på John Howard Society (JHS) i Halifax, Nova Scotia, Kanada, en institution för återintegrering av tidigare fångar i samhället.
Arnott avled 1971 på Carleton Hotel i Halifax, 64 år gammal. Han är utan tvekan den mest etnografiska av de anglikanska missionärerna. Hans efterlämnade skrifter, dagböcker, korrespondens och konstnärliga skisser beskriver insiktsfullt och respektfullt de kulturella särdragen hos de folkgrupper han kom i kontakt med.

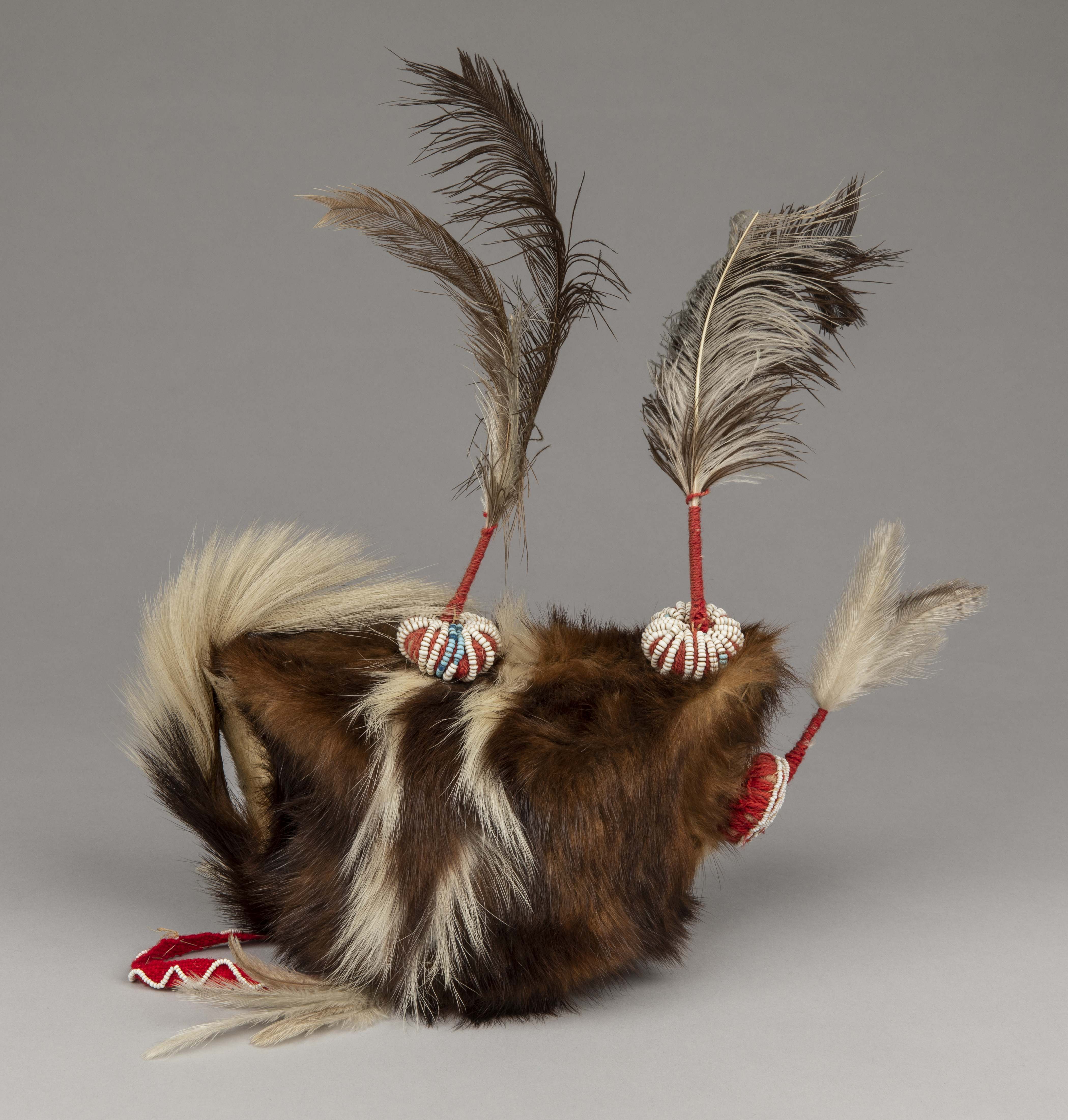
Huvudbonad av skunk från Sombrero Negro, Argentina, 1936

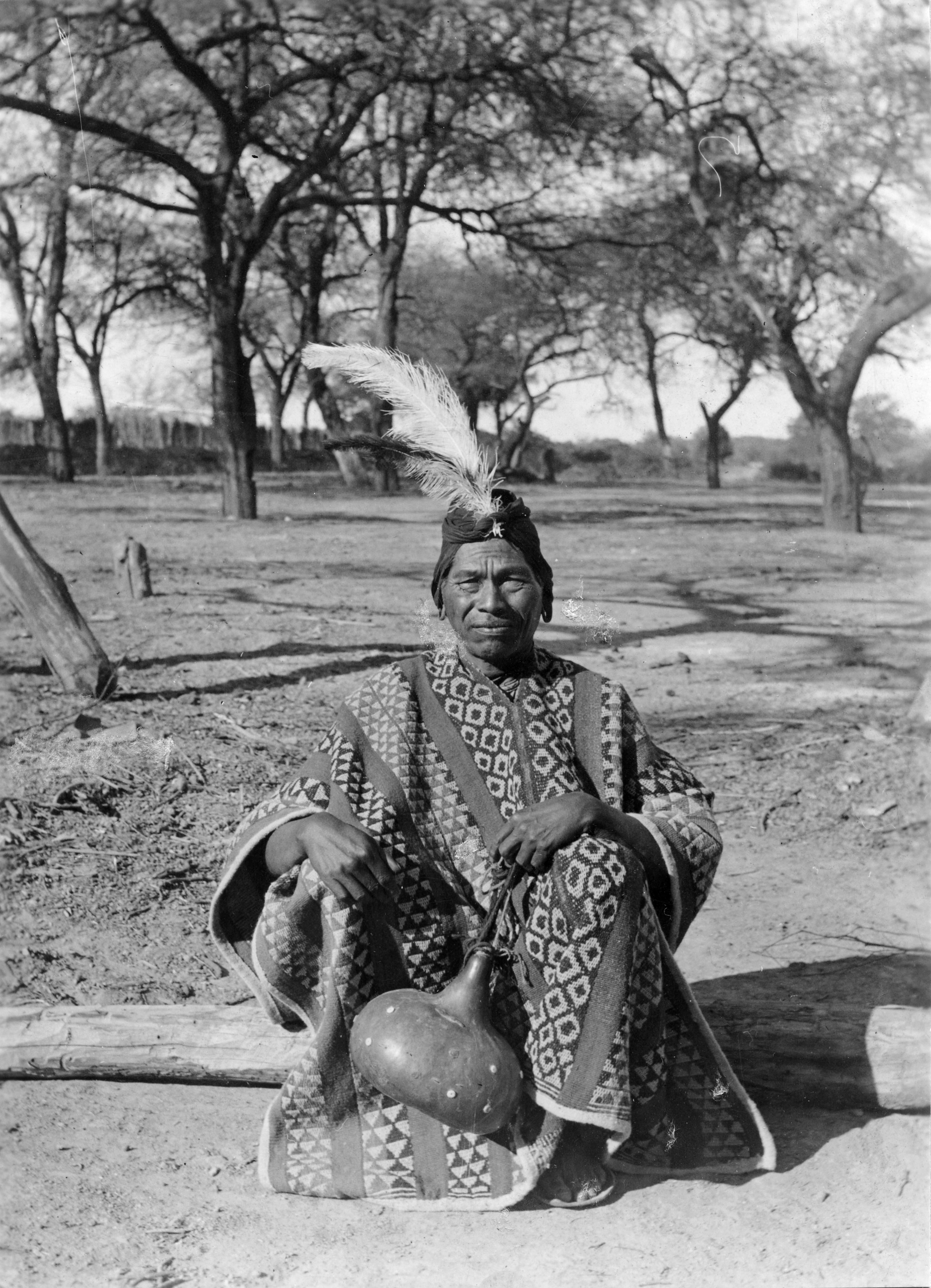
Carancho, en berömd toba-medicin-man, Pilcomayo, Argentina, 1934.

## Etnografika
Arnott följde 1932 med etnografen Stig Rydén, dåvarande amanuens vid etnografiska avdelningen på Göteborgs museum, till Chaco-regionen under den första av dennes forskningsresor till Sydamerika. Genom Rydén skickade Arnott runt 700 etnografiska föremål från toba-, mataco- och toba-pilaga-folken i Argentina från Chaco till Sverige, som gåvor eller i utbyte mot böcker, och erhöll som tack Göteborgs Musei plakett i silver. Föremålen, som förvärvades 1933–1935, finns idag på Världskulturmuseet i Göteborg, som även har ett 20-tal etnografiska föremål från folkgruppen lengua-folket i Chaco-regionen, Paraguay, insamlade av Wilfred Barbrooke Grubb, skänkta 1936 av en av hans döttrar genom Arnott, samt några av Arnotts fotografier och teckningar.
På Juan B. Ambrosetti Ethnographic Museum i Buenos Aires finns en serie vaxhuvuden, applicerade med fjädrar och snäckor, donerade av Arnott 1939 med omnämnandet "made by a Toba".